# Wielki Wierch (Bieszczady)
Wielki Wierch (ukr. Великий Верх, Wełykyj Werch) – szczyt w Grzbiecie Wierchowińskim Bieszczadów Wschodnich, na granicy ukraińskich obwodów lwowskiego i zakarpackiego.

## Topografia
Szczyt znajduje się w grani Bieszczadów Wschodnich, która tworzy kilkunastokilometrową połoninę. Grań ta prowadzi z Przełęczy Użockiej do Pikuja, Wielki Wierch jest drugim co do wysokości, po Pikuju (nie licząc mało wybitnego wzniesienia „Bukowska” obok Pikuja) szczytem w tej grani. Na północny zachód od szczytu znajduje się góra Listkowania (1248 m n.p.m.), od której oddzielony jest przełęczą Ruski Put (1218 m n.p.m.), z kolei na południowym wschodzie znajduje się Ostry Wierch (1294 m n.p.m.). Sam Wielki Wierch wznosi się na wysokość 1309 m n.p.m. przy 93 m wybitności. Na północnych stokach szczytu znajduje się Rezerwat Libuchorski znajdujący się w granicach Parku Narodowego „Bojkowszczyzna”.

## Turystyka
Szczyt jest dostępny dla turystów od południowego wschodu, bądź z sąsiednich szczytów połoniny (ze względu na obecność Rezerwatu Libuchorskiego na północnych stokach góry, wchodzenie z tamtej strony jest zabronione). Na górę można dostać się ścieżką ze wsi Bukowiec lub wsi Perechrestna przez przełęcz Ruski Put, jak i również połoniną ze Starostynej bądź z Pikuja. Ze szczytu można podziwiać polską cześć Bieszczadów, masyw Połoniny Równej, Pikuj, a także inne pasma Karpat Wschodnich.

## Nazwa
W dawnej nomenklaturze polskiej szczyt określano mianem Ruski Put bądź alternatywnie Wielki Wierch. Na mapie Wojskowego Instytutu Geograficznego z 1937 nazwę Ruski Put przeniesiono na pobliską przełęcz (według ówczesnych pomiarów – kota 1218 m), a dla szczytu pozostawiono nazwę Wielki Wierch (1312 m).

## Źródła
- Karpaty Magiczne – Bieszczady Wschodnie